# Bussolengo
Bussolengo település Olaszországban, Veneto régióban, Verona megyében. Lakosainak száma 20 684 fő (2023. január 1.). Bussolengo Castelnuovo del Garda, Lazise, Pastrengo, Pescantina, Sona, Italy és Verona községekkel határos.

## Népesség
A település népességének változása:
| Lakosok száma | 3063 | 3543 | 4021 | 5003 | 6425 | 7760 | 13 528 | 16 986 | 19 483 | 20 684 |
|               | 1871 | 1901 | 1911 | 1931 | 1951 | 1961 | 1981   | 2001   | 2011   | 2023   |